# Era veštačke inteligencije
Era veštačke inteligencije, takođe poznata kao revolucija veštačke inteligencije, je tekući period globalne tranzicije ljudske ekonomije i društva ka ekonomiji posle oskudice i post-laborističkom društvu kroz automatizaciju, omogućenu integracijom VI tehnologija u sve većem broju privrednih sektora i aspekata svakodnevnog života. Mnogi su sugerisali da je ovaj period počeo oko ranih 2020-ih, stvaranjem generativnih modela veštačke inteligencije uključujući velike jezičke modele kao što je ChatGPT, koji se replicira aspekte ljudske spoznaje, rasuđivanja, pažnje, kreativnosti i opšte inteligencije, koji se obično povezuju sa ljudskim sposobnostima. Ovo je omogućilo razvoj softverskih programa koji su sposobni da zamene ili poboljšaju ljude u različitim domenima koji su tradicionalno zahtevali ljudsko rasuđivanje i spoznaju, kao što su pisanje, prevođenje i kompjutersko programiranje.
Očekuje se da će revolucija veštačke inteligencije označiti veliku prekretnicu u ljudskoj istoriji, uporedivu sa pronalaskom interneta, električne energije i industrijskom revolucijom, tehnologijama koje su uticale na gotovo svaku industriju i aspekt života. Takođe je sugerisano da bi to moglo da označi veliku prekretnicu u milijardama godina istorije života i evolucije ka razvoju veštačkog života, veštačke opšte inteligencije i superinteligencije, što je uporedivo sa kambrijskom eksplozijom ili evolucijom višećelijskog života.